# Johan Berggren
Johan Aron Tobias Berggren, född 16 september 1968 i Hammarby församling, är en svensk journalist.
Berggren är utbildad i Stockholm. Han var chefredaktör på Ordfront magasin från 2005 till 2024. Dessförinnan arbetade han på Dagens Nyheters kulturredaktion. Sedan 2024 är han kursansvarig för journalistlinjen på Jakobsbergs folkhögskola. 
Johan Berggren är son till poeten Tobias Berggren och professor Ulla A.C. Wikander.